# Ramón Garriga Alemany
Ramón Garriga Alemany (Barcelona, 1908-íd., 10 de septiembre de 1994) fue un periodista, escritor e historiador español.

## Biografía
Nació en 1908 en Barcelona. Afín al bando sublevado durante la guerra civil, fue corresponsal en la Alemania nazi durante la Segunda Guerra Mundial.
En 1976 obtuvo el Premio Espejo de España por la obra Juan March y su tiempo, sobre la figura del financiero balear Juan March. Fue autor también de diversas obras relacionadas con la guerra civil, la dictadura franquista y la Segunda Guerra Mundial, como Las relaciones secretas entre Franco y Hitler, sobre las relaciones diplomáticas entre los regímenes de Adolf Hitler y Francisco Franco, La Legión Cóndor, sobre el papel de la aviación nazi en la guerra civil española; o La España de Franco. De la División Azul al pacto con los Estados Unidos (1943 a 1951), en el que habría sostenido la tesis de una «ciega fe de Franco en la victoria alemana»; así como escribiría biografías de varios personajes vinculados al dictador, como su mujer Carmen Polo, sus hermanos Ramón y Nicolás o su cuñado Ramón Serrano Suñer, además de las del general Juan Yagüe o el cardenal Pedro Segura.
Falleció en su ciudad natal el 10 de septiembre de 1994.

## Obras
- El ocaso de los dioses nazis (Ediciones Atlas, Madrid, 1945).[nota 1]
- Las relaciones secretas entre Franco y Hitler (Jorge Álvarez Editor, Buenos Aires, 1965).[4]
- La España de Franco. De la División Azul al pacto con los Estados Unidos (1943 a 1951) (Editorial José M. Cajica Jr., Puebla, México, 1971).[6]
- Guadalajara y sus consecuencias (G. del Toro, Madrid, 1974).[7]
- La Legión Cóndor (G. del Toro, Madrid, 1975).[5]
- Juan March y su tiempo (Planeta, Barcelona. 1976).[3]
- El cardenal Segura y el Nacional-catolicismo (Planeta, Barcelona, 1977).[8]
- Ramón Franco, el hermano maldito (Planeta, Barcelona, 1978).[1]
- La Señora de El Pardo (Planeta, Barcelona, 1979).[1]
- Nicolás Franco, el hermano brujo (Planeta, Barcelona, 1980).[1]
- Los validos de Franco (Planeta, Barcelona, 1981).[9]
- Berlín, años cuarenta (Planeta, Barcelona, 1983).[10]
- El general Juan Yagüe: figura clave para conocer nuestra historia (Planeta, Barcelona, 1985).[11]
- Franco-Serrano Suñer. Un drama político (Planeta, Barcelona, 1986).[1]